# Заячий остров (Санкт-Петербург)
За́ячий остров (русский перевод финского названия острова Янисари, фин. Jänissaari) — остров в устье Невы, на котором 16 (27) мая 1703 года была заложена Петропавловская крепость.

## Общие сведения

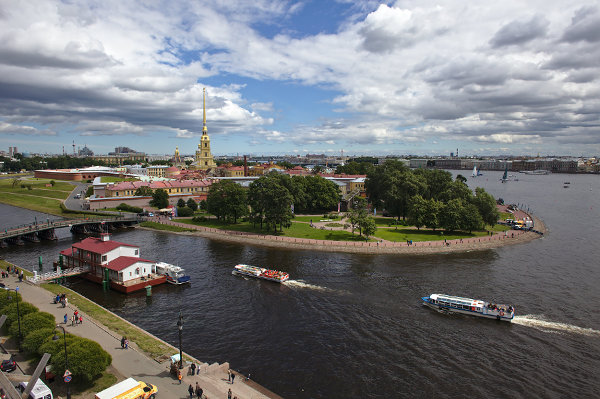
Вид на Заячий остров. 2014 год

Остров находится в самом широком месте устья Невы, его длина — 750 метров, ширина — около 400 метров.
Через этот остров в начале строительства города (около 1703 года) был прорыт первый в городе канал, который предназначался для снабжения гарнизона крепости водой во время осады. От Петроградского острова отделён Кронверкским проливом. Через этот пролив был наведён первый городской мост (Петровский).

## История
В период шведской колонизации назывался Люст-хольм (Весёлый остров) или Люст-эйланд (Весёлая земля). Позднее стал называться Тойфель-хольм (Чёртов остров). Такое название он получил после наводнения, затопившего местное поселение со всеми жителями.
По одной из версий, русское название острова — пример неверного перевода: jääninsaari (или jäänisaari) означало «остров Ивана Купалы», так как остров был традиционным местом этого празднества.
Сначала Петру предлагали обосноваться в крепости Ниеншанц, но она была далеко от моря и плохо защищала подходы к реке. Тогда царь обратил внимание на небольшой продолговатый остров. Именно здесь началась история Северной столицы: 27 (16) мая 1703 года на маленьком Заячьем острове была заложена крепость Санкт-Питербурх, первое сооружение будущего города. Вскоре крепость была переименована в Петропавловскую, по названию построенного на её территории собора. Заячий остров быстро застраивался бастионами и соединяющими их куртинами. Некоторые из них затем неоднократно перестраивались, а другие «дожили» до наших дней почти неизменными. Рядом с собором была сооружена усыпальница для царей и великих князей с шестьюдесятью склепами под полом, где похоронено большинство российских правителей XVIII—XIX веков.